# Trachysomus cavigibba
Trachysomus cavigibba là một loài bọ cánh cứng trong họ Cerambycidae.